# Карякин, Сергей Витальевич
Сергей Витальевич Карякин (16 августа 1981, Североморск, Мурманская область) — российский биатлонист, призёр чемпионата России по биатлону, чемпион России по летнему биатлону. Мастер спорта России по биатлону, лыжным гонкам и служебному двоеборью.

## Биография
Представлял Мурманскую область. Первый тренер — И. П. Жвакин, позндее тренировался под руководством В. И. Красавцева, П. В. Милорадова.
Окончил Мурманский государственный педагогический университет (2004).
В зимнем биатлоне завоевал ряд медалей чемпионата России, среди них — серебро в командной гонке и бронза в эстафете в 2005 году, серебро в командной гонке в 2007 году. В летнем биатлоне неоднократно становился чемпионом страны, в том числе в 2004, 2009, 2010 годах в эстафете (кросс).
Участник чемпионата мира по летнему биатлону 2009 года (кросс), где в спринте и гонке преследования занял шестое место.
Неоднократно становился победителем и призёром соревнований «Праздник Севера».
Активную карьеру завершил 2018 году, однако в 2024 и 2025 годах возобновлял выступления на домашних этапах Кубка Содружества в Мурманске.

## Личная жизнь
Супруга — биатлонистка Людмила Соломатина, дочь Елена (род. 2004),сын Александр(род.2014).